# Pål Sverre Hagen
Pål Sverre Valheim Hagen (Stavanger, 6 de novembre de 1980) és un actor de teatre i cinema noruec. És conegut internacionalment per interpretar Thor Heyerdahl a la pel·lícula nominada a l'Oscar i al Globus d'Or Kon-Tiki.

## Trajectòria
Pål Hagen va néixer a Stavanger i és fill de Roar Hagen, un dibuixant noruec que treballa al diari més important de Noruega, Verdens Gang. Va estudiar a l'Acadèmia Nacional de Teatre de Noruega d'Oslo del 2000 al 2003.
El seu debut escènic va ser l'any 2003 a Frode Grytten's Bikubesong al Det Norske Teatret d'Oslo. El 2006 es va convertir en membre oficial de la companyia del Det Norske Teatret, i hi va actuar a Verdas mest forelska par, Få meg på, per faen! i El coronel no tiene quien le escriba de Gabriel García Márquez. Hagen també va interpretar al príncep Hal en una versió de 3 hores i 40 minuts d'Enric IV de William Shakespeare, parts 1 i 2, escenificada el 2008 al Det Norske Teatret.
Hagen va fer el seu debut cinematogràfic a Den som frykter ulven el 2004 i De usynlige d'Erik Poppe el 2008. El mateix any Hagen va treballar en quatre pel·lícules més: Lønsj, De gales hus, Max Manus i Jernanger.
A la tardor del 2011 Hagen va interpretar el paper principal en una minisèrie de la televisió noruega de quatre parts i de quatre hores, Buzz Aldrin, hvor ble det av deg i alt mylderet?, basada en la novel·la de Johan Harstad. Va ser nominat per a un Golden Screen Award per aquest paper.
Hagen va interpretar a l'explorador Thor Heyerdahl a la pel·lícula Kon-Tiki (2012), basada en el llibre de Heyerdahl. Va declarar que havia considerat un repte «trobar» l'autèntic Heyerdahl, ja que l'explorador havia estat un «mestre» a l'hora de projectar una imatge pública.
El 2014 va interpretar The Count al thriller d'acció de Hans Petter Moland Kraftidioten al costat de Stellan Skarsgård i Bruno Ganz. Va ser nominat al premi Amanda i va guanyar el premi al millor actor en la categoria de llargmetratge de comèdia al Fantastic Fest.
El febrer de 2019, Amundsen, basada en la vida de l'explorador polar Roald Amundsen, es va estrenar als cinemes noruecs i Hagen hi interpreta el paper protagonista.